# جيمس تومسون (سياسي أسترالي)
جيمس تومسون (بالإنجليزية: James Thomson)‏ هو سياسي أسترالي، ولد في 1797. انتخب عضو المجلس التشريعي الفيكتوري عن دائرة Electoral district of Ripon, Hampden, Grenville and Polwarth ‏ (1 أغسطس 1853 – 1 فبراير 1854).
1. ↑  Re-Member (بالإنجليزية), QID:Q21727536